# 郭伯雄
郭 伯雄（かく はくゆう、簡体字：郭伯雄、英語: Guo Boxiong、グオ・ボーション、1942年7月 - ）は、中華人民共和国の軍人。蘭州軍区司令員、第一副総参謀長、党中央政治局委員、党中央軍事委員会第一副主席を歴任した。

## 経歴
1942年7月に陝西省醴泉県に生まれる。1958年8月に陝西省の軍事工業に就職し、1961年8月に中国人民解放軍に入隊した。1963年3月に中国共産党に入党し、1983年7月に解放軍軍事学院を卒業した。
1981年3月に蘭州軍区所属の第19軍55師団参謀長に任命され、以後は長期間に渡って同軍区に勤務する。1982年10月に蘭州軍区司令部作站部副部長、1983年5月に第19軍参謀長、1985年8月に蘭州軍区副参謀長、1990年6月に第47集団軍軍長に任命される。なお1988年9月に少将に昇格した。
1993年12月に北京軍区副司令員兼党委員会常務委員に転任し、1995年7月に中将に昇格した。1997年11月に蘭州軍区司令員兼党委員会副書記に任命され、同年9月の第15回党大会において党中央委員に選出された。
1999年9月の第15期党中央委員会第4回全体会議において、党中央軍事委員会委員に補選されると共に人民解放軍常務副総参謀長に抜擢され、次期総参謀長に内定する。同年9月に上将に昇格した。同年10月31日の第9期全国人民代表大会常務委員会第12回会議において、国家中央軍事委員会委員に増補された。
2002年11月の第16回党大会で党中央政治局委員に選出され、総参謀長職を飛び越えて党中央軍事委員会副主席となった。2007年11月の第17回党大会で党中央政治局委員及び党中央軍事委員会副主席に再選され、2012年11月の第18回党大会において党中央委員、党政治局委員、党中央軍事委員会副主席を退任した。
2015年3月3日に息子の郭正鋼と共に当局に拘束され、汚職問題で追及を受けているとロイターで報じられた。

## 失脚
2015年4月に党中央規律委員会は、北京にて軟禁状態にある郭伯雄を汚職の容疑で身柄を拘束した。その前の3月には長男の郭正鋼とその妻の呉芳芳が拘束されている。
2015年7月30日に党中央政治局は郭伯雄の党籍を剥奪すると決定した。郭伯雄の収賄容疑について最高人民検察院に調査を要請した。
2016年7月25日に軍事裁判所は収賄罪に問われた郭伯雄に対して無期懲役を言い渡し、郭伯雄は上将の階級も剥奪された。なお郭伯雄は上訴しない意向を表明した。